# 奄美市立名瀬小学校
奄美市立名瀬小学校（あまみしりつ なぜしょうがっこう）は、鹿児島県奄美市名瀬永田町に所在する公立小学校。

## 概要
歴史
1872年（明治5年）に「名瀬郷校」として創立。数回の改称・改編を経て、2006年（平成18年）に現校名となる。奄美市内では歴史の一番長い小学校である。2022年（令和4年）には創立150年を迎えた。
校章
中央に校名の「名」の文字を図案化したデザインを置いている。
校歌
1931年（昭和6年）に制定。
通学区域
奄美市のうち「名瀬永田町、名瀬塩浜町、名瀬矢之脇町、名瀬金久町、名瀬栁町、名瀬入舟町、名瀬幸町、名瀬井根町、名瀬長浜町、名瀬末広町、名瀬港町の一部」
中学校区は奄美市立金久中学校。

## 沿革
前史
- 1872年（明治5年）11月22日 - 「名瀬郷校」が設立される。
- 1875年（明治8年）- 文部省により「名瀬小学校」の設置が認可される。
- 1886年（明治19年）- 小学校令の施行により、簡易科（修業年限3年）を設置の上、「簡易名瀬小学校」に改称。
- 1888年（明治21年）7月 - 尋常科（修業年限4年）を設置の上、「尋常名瀬小学校」に改称。後に「名瀬尋常小学校」に改称。
- 1889年（明治22年）- 大島高等小学校が設置される。
- 1907年（明治40年）- 小学校令の改正により、義務教育年限（尋常科修業年限）が4年から6年に延長される。
  - 大島高等小学校が廃止され、尋常小学校に高等科を併置し、尋常高等小学校とする。
  - 「名瀬第一尋常高等小学校」と「名瀬第二尋常高等小学校」の2校が設置される。
- 1918年（大正7年）- 名瀬第一尋常高等小学校と名瀬第二尋常高等小学校を統合し、「名瀬尋常高等小学校」とする。
- 1919年（大正8年）- 男女別学を開始。男子校は旧・第一尋常高等小学校、女子校は旧・第二尋常高等小学校校舎を使用。
- 1921年（大正10年）- 名瀬尋常高等小学校より女子部が分離し、「名瀬女子尋常高等小学校」として独立。
- 1925年（大正14年）4月1日 - 男女別学を解消し、「名瀬尋常高等小学校」と「名瀬尋常小学校」の2校に改組・改編。
  - 名瀬尋常小学校（尋常科のみの小学校）は現在の奄美市立奄美小学校の前身。
- 1931年（昭和6年）6月13日 - 校歌を制定。
- 1941年（昭和16年）4月1日 - 国民学校令の施行により、「大島郡名瀬町名瀬国民学校」に改称。
  - 尋常科を初等科（修業年限6年）に改める。
- 1946年（昭和21年）
  - 2月2日 - 奄美大島行政分離宣言が出される（アメリカ合衆国による占領が開始）。
  - 7月1日 - 「名瀬市名瀬国民学校」となる。ただし、この時アメリカ占領下であったため、名瀬市は正式な市ではなかった。
  - 10月3日 - 臨時北部南西諸島政庁が管轄。
- 1948年（昭和23年）4月 - 「名瀬市名瀬小学校」と改称。
  - 占領下のため、日本本土の学制改革より1年遅れての六・三制の実施であった。
  - 高等科は新制中学校「名瀬市名瀬中学校」に改組された。
- 1949年（昭和24年）- PTAを結成。
- 1953年（昭和28年）12月25日 - 日本復帰により、「名瀬市名瀬小学校」に改称。この時から名瀬市は地方自治法に定められた正式な市となる。
- 1954年（昭和29年）5月25日 - ユニセフミルク給食を開始
- 1957年（昭和32年）10月15日 - 完全給食を開始。
- 1958年（昭和33年）
  - 1月30日 - 新校舎が完成。
  - 5月5日 - 第5校舎が完成。
- 1959年（昭和34年）4月1日 - 「名瀬市立名瀬小学校」に改称（「立」が加わる）。
- 1961年（昭和36年）3月10日 - 第6校舎鉄筋コンクリート造3階校舎（9教室）が完成。
- 1963年（昭和38年）4月1日 - 特殊学級を設置。
- 1965年（昭和40年）3月10日 - 体育館が完成。
- 1972年（昭和47年）11月22日 - 創立100周年記念式典を挙行。
- 1974年（昭和49年）4月1日 - 言語治療教室を設置。
- 1976年（昭和51年）4月1日 - 難聴治療教室を設置。
- 1968年（昭和63年）8月31日 - 新体育館歩道橋の改修工事が完了。
- 1996年（平成8年）3月15日 - 新校舎A号棟が完成。
- 1997年（平成9年）3月25日 - 新校舎B号棟が完成。
- 1998年（平成10年）7月21日 - 新校舎C号棟が完成。
- 1999年（平成11年）4月6日 - 永田町・末広町のすべてと港町の一部が校区となる。
- 2003年（平成15年）12月25日 - 校地内石段前において奄美群島日本復帰50周年記念行事を挙行。
- 2006年（平成18年）3月20日 - 奄美市の発足により「奄美市立名瀬小学校」（現校名）に改称。
  - この際、名瀬市立体育館が移管により名瀬小学校体育館となる。
- 2011年（平成23年）4月1日 - 奄美市立名瀬中学校との間で、小中連携「ジョイントプラン」を開始。
- 2012年（平成24年）
  - 12月6日 - 体育館の大規模改築を実施。
  - 12月14日 - 創立140周年記念集会の挙行。校訓「石段に学ぶ 正しい心 素直な心 強い心」を制定。

## 交通アクセス
最寄りのバス停
- しまバス「名瀬小学校前」バス停

## 周辺
- 奄美市役所
- 奄美市立名瀬幼稚園
- 奄美保健所

## 同名の小学校
- 横浜市立名瀬小学校 - 神奈川県横浜市